# Calliphora rufipes
Calliphora rufipes este o specie de muște din genul Calliphora, familia Calliphoridae, descrisă de Macquart în anul 1843. Conform Catalogue of Life specia Calliphora rufipes nu are subspecii cunoscute.